# Maria Hueber
Maria Hueber (22. května 1653, Brixen – 31. července 1705) byla italská římskokatolická řeholnice a zakladatelka Kongregace Františkánských terciárních sester z Brixenu.

## Život
Narodila se 22. května 1653 v Brixenu jako dcera hodináře Nikolause Huebera a jeho manželky Anny rozené Tapp. Její otec zemřel když ji byly tři měsíce. V dětství jí její matka naučila číst, psát a počítat. Jako malá dívka musela pracovat jako služebná na několika místech v Brixenu, aby pomohla své matce v těžké finanční situaci. V 70. letech 17. století odešla pracovat do Bolzana, Innsbrucku a Salcburku. Když její matka těžce onemocněla, musela se vrátit domů. Už v mladí projevovala svou hlubokou víru v Boha.
Roku 1679 vstoupila do Třetího řádu svatého Františka. Začala žít odloučený život avšak dále se starala o svou nemocnou matku. Její matka zemřela roku 1696.
Když se dozvěděla ze její zpovědník otec Isidor Kirnigl zakládá v Římě komunitu sester které se budou starat o výchovu a vzdělávání dívek, Marie zatoužila založit podobnou instituci v Brixenu. Tento sen se ji splní roku 1700, kdy s její spolupracovníci Reginou Pfurner založily školu a Kongregaci terciárních sester z Brixenu.
Zemřela 31. července 1705. Její tělo odpočívá v kostele Klarisek v Brixenu.

## Proces blahořečení
Proces blahořečení byl zahájen v 90. letech 20. století v diecézi Bolzano-Brixen. Dne 21. listopadu 1995 byl Kongregací pro blahořečení a svatořečení vydán tzv. "nihil obstat" což znamená že nic nebrání tomuto procesu.
Dne 19. března 2019 uznal papež František její hrdinské ctnosti a od této chvíle jí náleží titul ctihodná.